# 大友良英
大友 良英（おおとも よしひで、1959年〈昭和34年〉8月1日 - ）は、日本のギタリスト、ノイズ、フリー・ジャズ、ターンテーブル奏者、前衛音楽、即興音楽、パンク・ロック演奏者、作曲家、テレビ・映画音楽家、プロデューサー。
神奈川県横浜市生まれ。

## 略歴・人物
9歳まで横浜市で過ごし、その後高校卒業までの10代を福島市で過ごす。若いうちからジャズ喫茶に入り浸り、阿部薫、高柳昌行などのフリー・ジャズに衝撃を受ける。
1977年に福島県立福島高等学校卒業後、明治大学文学部二部文学部文芸学科に入学。大学在学中から高柳昌行の生徒兼付き人として数年間下積みを続けるも、1986年末に高柳との関係がこじれギターにも挫折したため、高柳のもとを飛び出した。大友は後にこの事件を「若気の至り」「ギターがなかなか上手くならない焦りもあった」と回想している。
1970年代後半より、新宿ピットインをはじめ数々のライブハウスに通っていたが、俳優の殿山泰司と遭遇することも多かったという。客が少ない時は5人というライブもあり、その中にも殿山がいたという話題を披露している。やがて大友は、即興演奏に熱心に取り組み始めた。
1990年代に入り、初のリーダーアルバムを香港のレーベルから発表。自身のバンドGROUND-ZEROを立ち上げ、アメリカやイギリス、日本から次々にアルバムを発表する。同時期、香港や中国映画の音楽も手がけるようになり、どこにも所属せずに、様々なジャンルや国境を超える独特の活動スタンスが内外で注目を集めた。
GROUND-ZEROは1998年に解散。その後もノイズミュージックやフリー・ジャズの分野で作品を発表する一方、様々なバンドでギターやターンテーブルを担当、また国内でも映画音楽、テレビドラマの劇伴などの作曲も数多く手がけるようになり、サウンドトラックの作曲家としても知られるようになる。
多作なことでも知られ、これまで参加したアルバムは300作を超え、また数多くのバンドやプロジェクトにも参加してきている。
1990年代から2000年代前半にかけては欧米やアジア圏と海外での演奏活動が中心だったが、近年は映画やテレビの音楽の作曲や、音楽展示作品の制作、プロデュース等に比重がうつって来ているように見える。
即興やノイズ系の音楽家として知られたが、作品の幅は広く、カヒミ・カリィや浜田真理子等ポップシンガーのアルバム・プロデュースも手がけ、また2000年代に入ってからはONJQ等を結成、ジャズの分野でも活動している。
2005年に参加した知的障害者とミュージシャンたちによるグループ「音遊びの会」のサポートでも注目をあつめている。
2006年6月、吉祥寺駅前の古い雑居ビルの12畳ほどの部屋に「GRID605」をオープン。岩井主税、牧野琢磨らとともに運営。2009年9月までに59回のイベントを行う。
2009年には音楽家・大友良英を追ったドキュメンタリー映画『KIKOE』（監督：岩井主悦）が公開された。
近年は、せんだいメディアテークの「without records」(2007年)や山口情報芸術センターの「ENSEMBLES」(2008年)を切っ掛けに、音楽と美術の領域にまたがりながら、一般市民とともに恊働で作る音楽の展示作品を次々に発表している。
2009年東京を中心に各地でゲリラ的に展開した「ENSEMBLES'09/休符だらけの音楽装置」は美術館や助成に極力頼らず、ワンコイン(500円）の入場料で多くのアーティストや協力者を得て行われた。その後も音楽や美術の領域におさまらない作品やプロジェクトを発表しつづけている（詳細は「展示作品他、多ジャンルにまたがる作品」の項を参照）。
NHK・ETVでもたびたび放送されている通り、2011年、東日本大震災を受けて、遠藤ミチロウ、和合亮一らとともにプロジェクトFUKUSHIMA!を立ち上げ、フェスティバルFUKUSHIMA!の開催をはじめとした活動を毎年行っている。2012年、『プロジェクトFUKUSHIMA!』の活動で芸術選奨文部科学大臣賞芸術振興部門を受賞。
2012年12月17日、FEN（大友、ヤンジュン、Yuen Chee Wai ユエン・チーワイ、Ryu Hankil リュウ・ハンキル）のライブをもって、「GRID605」をクローズさせた。
2013年には、NHKの連続テレビ小説『あまちゃん』の音楽を担当し、多数の関連作品を発売。ドラマのヒットとともに大友自身もメディアに数多く取り上げられ、一般市民の間での知名度を高めることとなった。また、この仕事で日本レコード大賞作曲賞をはじめとするいくつかの賞を受賞した。ちなみにこの音楽制作にあたっては、一時チンドン楽士でもあった篠田昌已の影響を受けたと、のちに語っている。
自身がブログでも語っているように、山下毅雄や中村八大、いずみたく、クレイジーキャッツといった昭和の音楽家のファンでもあり、そうした影響がテレビのサウンドトラックにも現れている。ラジオ番組の出演も多く、KBS京都の「大友良英のJAMJAMラジオ」では2010年開始後、AMラジオでは紹介されることのないような特殊な音楽の紹介をしつづけている。
2014年、国際交流基金とともにENSEMBLES ASIAプロジェクトをスタート。これまで培って来たアジアとのネットワークを生かし、アジア各国の音楽家同士のネットワークづくりや、音楽を通してのアジア諸国との交流に奔走している。
2015年10月、札幌国際芸術祭2017のゲストディレクターに就任。
文章での発信も多く、いくつかの著作のほかにも自身のツイッターやブログ「大友良英のJAMJAM日記」も活用している。

## 受賞歴
- 芸術選奨文部科学大臣賞芸術振興部門（2012年）[10]
- 東京ドラマアウォード2013 特別賞（2013年） - 『あまちゃん』の音楽に対して[11]
- 第8回安吾賞 新潟市特別賞（2013年）[12]
- 第78回ザテレビジョンドラマアカデミー賞 特別賞 - 『あまちゃん』の音楽[13]
- 第55回日本レコード大賞 作曲賞[14]
  - 「あまちゃん オープニングテーマ」
  - 天野春子「潮騒のメモリー」（Sachiko Mとともに受賞）
- 第26回ミュージックペンクラブ音楽賞 ポピュラー部門　最優秀コンサート・パフォーマンス賞 日本人アーティスト
  - 大友良英&「あまちゃん」スペシャル・ビッグ・バンドで受賞

## 主な活動
GROUND ZERO
1990年結成、日本、アメリカ、イギリスで9枚のアルバムを発表、何回かのメンバーチェンジをくりかえしながら世界各地でライブを行い1998年解散。初期のメンバーは大友良英、広瀬淳二、千野秀一、加藤秀樹、植村昌弘、ゲストで山塚アイ。解散直前のメンバーは大友良英、内橋和久、菊地成孔、Sachiko M、田中悠美子、ナスノミツル、芳垣安洋、植村昌弘。
Peril
オーストラリアのドラマー、トニー・バックのユニット。1991年結成、オリジナルメンバーはマイケル・シェリダン（g)、大友良英(g,tt)、加藤英樹(b)。
Jon Rose Shopping Project
1993年当時ベルリンに住んでいたヴァイオリニストで作曲家のジョン・ローズがはじめたプロジェクトで98年頃まで続いた。メンバーは不定形だか、大友は多くの公演に参加、他にもクリス・カトラー(ds)、シェリー・ハーシュ(vo)、ローレン・ニュートン(vo)等が常連。何枚かのアルバムを残している。
DJ CARHOUSE & MC HELLSHIT
山塚アイのMC（？）、大友良英のDJ（？）によるユニット。イギリスと日本で2枚のミニシングルCD、7インチシングルを90年代中頃に発表。欧州ツアーも行っている。
Optical*8
ホッピー神山によるアヴァンギャルド・ノイズ・ユニット。1993年以降のメンバーはホッピー神山(key&vo)、RECK（FRICTION）(b,g,vo)、大友良英(tt,g)、湊雅史（DEAD END）(ds)。
P53
クリス・カトラーをリーダーに1994年結成、メンバーはクリス・カトラー(ds)、大友良英(tt,g)、ルッツ・グランディーン(electronics)、マリ・ゴヤッティ(p)、ジーグムント・クラウゼ(p)。
House of Discipline
ボブ・オスタータグ(sampling)、マイク・パットン(vo)、大友良英(tt,g) 90年代中頃から後半にかけて、アメリカや欧州で活動。コンピレーションにライブ音源はあるが、正規のリリースはない。
NOVO TONO
1994年に結成、2001年までに数回のライブを実施。1999年にはオーストリアで公演も行っている。一枚のアルバムを残し現在は実質的に活動休止中。メンバーはPhew(vo)、山本精一(g)（ex.BOREDOMS）、大友良英(tt,g)、江藤直子(key)、西村雄介(b)、植村昌弘(ds)。
I.S.O.
一楽儀光、Sachiko M、大友良英で1997年に結成、1998年には2ヶ月にわたる欧米ツアーを行う。初期はエレクトロニクスをメインにした即興演奏だったが、近年は特殊な環境における、特殊セッティングのライブを行うことが多い。
DATE COURSE PENTAGON ROYAL GARDEN
菊地成孔主宰のジャズ・ファンク・ビッグバンド。大友は1999年 - 2002年まで在籍、エレクトリック・ギターを担当。詳細はDATE COURSE PENTAGON ROYAL GARDENを参照のこと。
Filament
大友良英（エレクトロニクス）とSachiko M（サインウェイブ）の2人で1997年に結成。オーストラリア、スイス、日本でこれまでに3枚のアルバムとボックスセットを発表。Sachiko Mの作曲を主体に極端にミニマルな作風を持つ。
Emergency!
芳垣安洋主宰のジャズ・バンド。メンバーは芳垣安洋(ds)、大友良英(g)、斉藤"社長"良一(g)、水谷浩章(b)。チャールス・ミンガス、デューク・エリントン、ローランド・カーク等のナンバーを中心に2ギターの大胆なアレンジの演奏を持ち味とするバンド。
大友良英ニュー・ジャズ・クインテット（ONJQ）〜 大友良英ニュー・ジャズ・オーケストラ(ONJO)〜大友良英ニュージャズトリオ+(ONJT+)

1998年 大友がジャズに回帰することを目的として結成したリーダーバンドとされているが、このバンドを結成するまで実際にジャズを演奏したことはない。またそれまでは自作のノイズギター以外を演奏することはなく、このバンドや菊地成孔のDCPRGへの参加が、ふたたびギターを手にする大きなきっかけになっている。バンド名は、日本におけるフリー・ジャズシーンの呼称だったニュー・ジャズにちなんでいる。初期は5人編成の「大友良英ニュー・ジャズ・クインテット」であったが、2003年、菊地成孔脱退以降は流動的な編成となり、「大友良英ニュー・ジャズ・アンサンブル」もしくは「大友良英ニュー・ジャズ・オーケストラ（ONJO)」という名称を用いるようになる。初期はボーカル無しの編成だったが、Phew、戸川純、等がゲストボーカルをつとめることもあり、2005年以降はカヒミ・カリィがレギュラーメンバーとして参加する。GROUND ZEROに次ぐ、大友の代表的なバンドである。ONJOは2009年を最後に活動を停止。現在は「大友良英ニュージャズトリオ+(ONJT+)」で活動することが多い。
- ONJQ / 大友良英 菊地成孔 津上研太 水谷浩章 芳垣安洋
- ONJE〜ONJO / 大友良英、カヒミ・カリィ、アルフレッド・ハルト、津上研太、高良久美子、Sachiko M、水谷浩章、芳垣安洋 :に加えのちには、石川高、宇波拓、マッツ・グスタフソン、コル・フラー、アクセル・ドナー、大蔵雅彦、近藤昭祥等も参加、またゲストとしてPhew、戸川純、浜田真理子、益子樹、山本精一、梅田哲也、江崎将史等も参加している。
- ONJT+ / 大友良英 水谷浩章 芳垣安洋 ゲストとしてジム・オルーク、Sachiko M

Rova:Orkestrova
2003年サンフランシスコのRovaサクスフォン・カルテットのメンバーにより結成。現在1枚のアルバムを発表。メンバーはジョン・ラスキン(sax)、ラリー・オークス(sax)、ブルース・アクリー(sax)、スティーブ・アダムス(sax)、クリス・ブラウン（エレクトロニクス）、カーラ・キールシュテット（violin）、ジェニー・シェインマン(violin)、ニルス・クライン(g)、フレッド・フリス（el-b）、大友良英（tt）、イクエ・モリ（drum machine）、ハミッド・ドレイク(ds)、ドン・ロビンソン(ds)。これまでアメリカ、フランス他で公演。
音遊びの会
2005年9月、当時神戸大学の大学院生だった沼田里以等を中心に、即興演奏を得意とする音楽家、知的障害者、音楽療法家等で結成。共に即興演奏を行うことにより、新しい音楽表現の地平を開拓しようとワークショップやコンサート、様々なイベントを重ねている。大友は結成直後の2005年秋より参加している。
Kahimi Karie
2006年以降、ジム・オルーク等とともにカヒミ・カリィ・ユニットのメンバーを務める。大友はギターとベースを担当、プロデュースも務める。
JOY HEIGHTS
2006年のRISING SUN ROCK FESTIVALでのスペシャルセッションを契機に結成されたロックバンド。メンバーは大友良英(g,tt)、百々和宏(g)（MO'SOME TONEBENDER）、tatsu(bs)（レピッシュ）、中村達也(ds)（LOSALIOS）。
Otomo Yoshihide Invisible Songs
2007年頃に結成された「ロックかつ歌もの」をコンセプトとしたプロジェクト。メンバーは大友良英(g)、近藤達郎(key)、ナスノミツル(b)、芳垣安洋(ds)、アルフレッド・ハルト(サックス)。ゲストボーカルにジム・オルーク、山本精一、カヒミ・カリィ、かわいしのぶを迎え、アルバム『SORA』をリリースしている。ライブでは浜田真理子やSachiko Mも参加している。
FEN (Far East Network)
2008年、北京在住のYanJun、シンガポール在住のYuen Cheewai、ソウル在住のRyu Hankilとともにマルセイユで結成。固定した拠点をもたず、東アジアやヨーロッパの様々な都市でのツアーをメインに活動、震災で一時活動が中断するも、2012年12月から活動を再開。現時点ではCD等の作品はなく、発表が待たれる。音楽的には即興をメインにしているように思われるが、大友によれば、音楽的な方向もフレキシブルにしていたいとのことで、コンサート毎に内容がかなり異なる模様。
大友良英あまちゃんスペシャル・ビッグバンド→大友良英スペシャル・ビッグバンド

2013年NHKの連続テレビ小説『あまちゃん』の劇伴を演奏するためのグループとして結成。2014年、第26回ミュージック・ペンクラブ音楽賞・ポピュラー部門コンサートパフォーマンス（日本人アーティスト）を受賞した。
「あまちゃんスペシャル・ビッグバンド」としての活動は2013年12月31日の第64回NHK紅白歌合戦をもって終了したが、「このメンバーで、次の新たなプロジェクトに向おうと思っています」との大友の意向により「大友良英スペシャル・ビッグバンド」として活動開始。2014年7月のFUJI ROCK FESTIVALなどに出場。

## 展示作品他、多ジャンルにまたがる作品
- 2005年 大友良英 「without records」 京都shin-bi
- 2005年9月23日 - 25日 アジアン・ミーティング・フェスティバルvol.1 新宿PITINN
- 2007年 大友良英+青山泰知「without records」せんだいメディアテーク
- 2008年 大友良英「ENSEMBLES」山口情報芸術センター、YCAM全館を使い全5作品を制作
  - 「Quartets/大友良英+木村友紀+ベネディクト・ドリュー+平川紀道+石川高+一楽儀光+ジム・オルーク+カヒミ・カリィ+Sachiko M+アクセル・ドゥナー+ マーティン・ブランドルマイヤー」
  - 「Filaments/Sachiko M+大友良英」
  - 「without records/大友良英+青山泰知」
  - 「Orchestras/大友良英+高嶺格」
  - 「hyper without records」
- 2008年10月11日 - 13日 アジアン・ミーティング・フェスティバル vol.2  (YCAM/映画美学校/スーパーデラックス)
- 2009年 「ENSEMBLES'09/休符だらけの音楽装置」
  - 東京、京都、水戸でゲリラ的にいくつもの展示や特殊コンサートを多数のアーティストと恊働で制作。主な展示会場では入場料500円のワンコイン展示を展開した。
  - 「without records」大友良英+青山泰知+伊藤隆之/YCAM InterLab + 高田政義 + α / 原宿Vacant
  - 「休符だらけの音楽装置」大友良英+伊東篤宏+梅田哲也+Sachiko M+堀尾寛太+毛利悠子+山川冬樹 / 秋葉原旧練成中学校屋上(現3331)
  - 「with records」大友良英+尾関幹人+マッツ・グスタフソン / 高円寺 gallery45-8
  - 「Filament / 4 speakers」「Sachiko M / I'm Here.. departures..」/ 浅草橋 パラボラカ・ビス
  - 「ENSEMBLES 09 スペシャル・コンサート/大友良英生誕半世紀記念ライヴ」 / 六本木 SuperDeluxe 8.1(Sat) / 新宿 PIT INN 8.3(Mon)-8.6(Thu)
  - 「ENSEMBLES 09 特殊コンサート/アジアン・ミーティング・フェスティバル vol.3」10.23(Fri)-10.25(Sun) / 浅草 アサヒ・アートスクエア
  - 「hands 響きあう手」大友良英+菅野今竹生+小林正 / 京都 ギャラリーテラ
  - 「ENSEMBLES 09 特殊コンサート/ENSEMBLES パレード」11.8(Sun) 水戸中心市街地から水戸芸術館広場
  - 「ENSEMBLES 09 特殊コンサート/大友良英ソロ+ポータブル・ギャラクシー・オーケストラ」11,8(sun) / 水戸 PARK IS 4F
- 2010年 「アンサンブルズ2010―共振」大友良英+菊地宏+堀尾寛太+青山泰知+中崎透+矢口克信+五嶋英門+毛利悠子+近藤祥昭+高田政義 水戸芸術館
- 2011年5月 遠藤ミチロウ、和合亮一とともにプロジェクトFUKUSHIMA! 設立
- 2011年 8月15日、福島市四季の里でフェスティバルFUKUSHIMA!を遠藤ミチロウ、和合亮一とともに開催。13000人が集まる。また同フェスの中で「福島大風呂敷」を企画制作
  - 放射線衛生学の木村真三博士のアイディアをもとに大友良英がプロデュース、中崎透、アサノコウタ等が中心となり多数の一般市民と恊働、全国から集まった風呂敷を縫い合わせ、8月15日福島市四季の里を6000平米の大風呂敷で敷き詰め、フェスティバルFUKUSHIMAの会場とした。
- 2011年 大友良英+青山泰知 「without records」 NYジャパンソサイティ
- 2011年 - 継続中 千住フライングオーケストラ
- 2012年 大友良英+青山泰知 「without records」 韓国ナムジュンパイクセンター
- 2012年 演劇公演の音楽を担当。東京演劇アンサンブル公演『荷（チム）』（鄭福根・作、石川樹里・訳、坂手洋二・演出）2012年2月24日（金） - 3月4日（日）ブレヒトの芝居小屋
- 2012年「Flags Across Borders」プロジェクトFUKUSHIMA!企画制作
  - 福島市四季の里に敷かれた大風呂敷をつかい多数の旗を中崎透、アサノコウタ等が中心となり多くの市民と恊働で制作、この旗が現在日本各地、世界各地に拡散、その様子はサイトや、スマートフォンのアプリで見ることができる。
- 2012年 大友良英と飴屋法水たち 「Smile」新潟水と土の芸術祭
- 2012年 大友良英リミテッド・アンサンブルズ （大友良英+青山泰知+Sachiko M+堀尾寛太+毛利悠子）「with "without records"」東京都現代美術館
- 2013年 フェスティバルFUKUSHIMA! 2013「納涼！盆踊り」総合プロデューサー 8月15日福島市にて開催、5000人を集める。
- 2013年 フェスティバルFUKUSHIMA! in Aichi!  総合プロデューサー、愛知トリエンナーレ
- 2013年9月 - 2014年1月 - 「六本木クロッシング2013展」OUT OF DOUBT! 来たるべき風景のために（森美術館）にプロジェクトFUKUSHIMA！として出展
- 2014年8月 札幌国際芸術祭 プロジェクトFukushima!
- 2014年8月 フェスティバルFUKUSHIMA! 2014「納涼！盆踊り」
- 2014年 ICC 音楽と美術の間「quartets」「guitar solos vol1」の2展示作品を出品
- 2015年2月6日 - 8日 アンサンブルズ・アジア/アジアン・ミーティング・フェスティバル　(アサヒ・アートスクエア/京都ゲーテ・インスティトゥート ヴィラ鴨川)
- 2015年7月 - 9月 別府混浴温泉世界 アートクルーズ展示作品「バラ色の人生」
- 2016年2月5 - 8日 アンサンブルズ・アジア/アジアン・ミーティング・フェスティバル（東京、神戸、京都）
- 2016年11月25 - 27日 さいたまトリエンナーレ「アンサンブルズ・アジア・スペシャル」
- 2016年12月8 - 10日 アンサンブルズ・アジア/アジアン・ミーティング・フェスティバル（シンガポール、クアラルンプールにて）
- 2017年　札幌国際芸術祭　芸術監督
- 2017年11月〜2018年3月　文化庁文化交流使としてアルゼンチン、チリ、ブラジル、メキシコ、アメリカ、イタリア、フランスを歴訪
- 2019年　福島市わらじまつり 改革ディレクター

## 映画音楽・劇伴

### 日本映画
- 我に撃つ用意あり（1990年）※ギター演奏で参加 音楽は梅津和時
- 夢魔（1994年）※楽曲提供
- pierce LOVE&HATE（1997年）
- あ、春（1998年）
- dead BEAT（1998年）
- やわらかい肌（1998年）
- 路地へ 中上健次の残したフィルム（2000年）※楽曲提供
- 風花（2001年）
- コンセント（2001年）
- ごめん（2002年）
- でらしね（2002年）
- 壊音 KAI-ON（2002年）
- Blue（2003年）
- 高校教師 飼育の校舎（2003年）※DVD作品
- アイデン&ティティ（2003年）
- ココロとカラダ（2004年）
- カナリア（2004年）
- ジャンプ（2004年）
- 乱歩地獄「芋虫」（2005年）
- 闇打つ心臓 Heart Beating in the Dark（2005年）
- 闇打つ心臓 8mm版（2005年） - 1982年に作られた8mm映画をDVD化する際に音楽を担当
- エスカルゴ（2005年）※楽曲提供
- 僕は妹に恋をする（2006年）
- 機械仕掛けのRQ（2006年）※DVD作品
- 天使の卵（2006年）
- 幽閉者 テロリスト（2007年）
- タガタメ（2008年） - コンピレーション映画『みんな、はじめはコドモだった』の中の一編
- 色即ぜねれいしょん（2009年） - おおさかシネマフェスティバル音楽賞
- ウルトラミラクルラブストーリー（2010年） - おおさかシネマフェスティバル音楽賞
- ケンタとジュンとカヨちゃんの国（2010年）
- 東京島（2010年）
- アブラクサスの祭（2010年）
- その街のこども 劇場版（2010年）
- こどものみらい いん ふくしま（2011年）※短編
- プロジェクト FUKUSHIMA!（2012年）※ドキュメンタリー映画
- オロ（2012年）※ドキュメンタリー映画
- 39窃盗団（2012年）
- 映画 鈴木先生（2012年）
- ぼっちゃん（2013年）
- きいろいゾウ（2013年）
- 華魂（2013年）
- 受難（2013年）
- ASAHIZA 人間は、どこへ行く（2013年）※ドキュメンタリー映画
- 60万回のトライ（2014年）※ドキュメンタリー映画
- 三里塚に生きる（2014年）※ドキュメンタリー映画
- ピース オブ ケイク（2015年）
- 岸辺の旅（2015年） - 江藤直子と共作[18]
- orange（2015年）
- 俳優・亀岡拓次（2016年）
- Live! Love! Sing! 生きて愛して歌うこと劇場版（2016年） Sachiko Mとの共作
- 三里塚のイカロス（2017年）※ドキュメンタリー映画[19]
- 月と雷（2017年）
- 返還交渉人 いつか、沖縄を取り戻す（2018年）
- 母を亡くした時、僕は遺骨を食べたいと思った。（2019年）
- タロウのバカ（2019年）
- 東京オリンピック2017 都営霞ヶ丘アパート（2020年）※ドキュメンタリー映画
- きみが死んだあとで（2021年）※ドキュメンタリー映画
- 花束みたいな恋をした（2021年）
- 逆光（2021年）
- ノイズ（2022年）
- 夕方のおともだち（2022年）
- 犬王（2022年）
- REVOLUTION+1（2022年）
- 土を喰らう十二ヵ月（2022年）
- 大名倒産（2023年）
- 大きな玉ねぎの下で（2025年）

その他多数

### 日本以外の映画
- 青い凧（1993年 中国映画）
- 息子の告発（1994年 中国香港映画）
- 女人、四十（1995年 香港映画）
- 喝采の扉 虎度門（1996年香港映画）
- スタントウーマン 夢の破片（1996年 香港映画）
- 太陽に暴かれて（1996年 中国映画）
- キッチン（1997年 香港映画）
- シャボン玉エレジー（1999年 日本、オランダ映画）[20]
- トレイシー（2018年　香港映画）
- 我が心の香港～映画監督アン・ホイ（2020年 香港映画)※ドキュメンタリー映画

### テレビドラマ
- 無重力テレビ (1994年、NHK-BS)
- しあわせ色写真館（1997年12月15日 - 12月18日、全4回、NHK）
- 風の又三郎 / 黒沢清監督（2003年、NHK-BShi 「朗読紀行 にっぽんの名作」）
- クライマーズ・ハイ（2005年12月、NHK）
- 鬼太郎が見た玉砕 〜水木しげるの戦争〜（2007年8月12日、NHK名古屋）
- 最後の戦犯（2008年12月7日、NHK名古屋）
- 白洲次郎（2009年2月28日・3月7日・9月23日、NHK）
- 兄帰る（2009年2月14日、WOWOW）
- 未来は今（2009年3月25日、NHK大阪)
- その街のこども（2010年1月17日、NHK大阪 / 映画）
- 妖しき文豪怪談 鼻 / 李相日監督 (2010年8月25日、NHK-BShi)
- 鈴木先生（2011年4月 - 6月、テレビ東京）
- 胡桃の部屋（2011年7月 - 8月、NHK）
- とんび（2012年1月7日・1月14日、NHK）
- 連続テレビ小説 あまちゃん（2013年4月 - 9月、NHK） - オリジナル・サウンドトラック[注 1]
- ロング・グッドバイ（2014年4月 - 5月、NHK）
- あすなろ三三七拍子（2014年7月 - 9月、フジテレビ）
- LIVE! LOVE! SING! 生きて愛して歌うこと（2015年3月、NHK）Sachiko Mとの共作
- 64（ロクヨン）（2015年4月 - 5月、NHK）
- オトナの一休さん(2016年 NHK Eテレ）
- 海底の君へ（2016年2月、NHK）
- 撃てない警官（2016年1月 - 2月、WOWOW)
- トットてれび（2016年4月 - 6月、NHK）Sachiko M、江藤直子と共作
- 居酒屋ふじ（2017年7月 - 9月、テレビ東京）
- 返還交渉人 -いつか、沖縄を取り戻す-（2017年8月、NHK BSプレミアム）
- バカボンのパパよりバカなパパ（2018年6月 - 7月、NHK）Sachiko Mとの共作
- 大河ドラマ いだてん〜東京オリムピック噺〜（2019年、NHK）[22]
- MAGI 天正遣欧少年使節（2019年, Amazon Prime Video）
- 不要不急の銀河（2020年、NHK）
- しもべえ（2022年、NHK）
- エルピス-希望、あるいは災い-（2022年、関西テレビ）
- 生きとし生けるもの（2024年、テレビ東京）
- 地震のあとで（2025年、NHK）

その他多数

### CM音楽
- 資生堂 MAQuillAGE ブランド篇「レディにしあがれ宣言」・ルージュ篇「女っぽい唇」テーマ曲（2014年）[23]
- 揖保乃糸(2019年‐)
- 福、笑い(2021年）
- トヨタ自動車『シエンタ』（2022年）
- ACジャパン（2023年度の東北地域キャンペーン「東北クリエイティブパワー」でBGMを担当）

### 舞台
- ねじまき鳥クロニクル（2020年・2023年、東京藝術劇場 プレイハウス ほか、音楽ならびに演奏）[24]

## 著書
- 『MUSICS』（岩波書店）2008年6月27日
- 『大友良英のJAMJAM日記』（河出書房新社）2008年9月
- 『ENSEMBLES』（月曜社）2009年10月
- 『シャッター商店街と線量計 -大友良英のノイズ原論-』（青土社）2012年11月21日
- 『学校で教えてくれない音楽』（岩波新書）2014年12月20日
- 『音楽と美術のあいだ』（フィルムアート社）2017年3月24日
- 『ぼくはこんな音楽を聴いて育った』（筑摩書房）2017年9月11日

### 共著
- 『クロニクルFUKUSHIMA』宇川直宏,遠藤ミチロウ,木村真三,坂本龍一,丹治博志・智恵子・宏大,森彰一郎,和合亮一共著（青土社）2011年9月23日
- 『打てば響く 音の力、鍼の力』竹村文近共著 （NHK出版）2015年1月22日
- 『見えないものに、耳をすます ―音楽と医療の対話』稲葉俊郎 共著（アノニマ・スタジオ）2017年9月4日

### 関連書籍
- 『ユリイカ 臨時増刊号/総特集 大友良英』（青土社）2007年

　他「あまちゃん」「福島」関係本など多数

## 出演

### レギュラー放送番組
- 大友良英のJAMJAMラジオ [25]
  - KBS京都ラジオ 金曜 24:30 - 25:00 2010年4月9日 -
  - ラジオ福島 月曜 21:00 - 21:30 2011年10月 -
  - 熊本放送（2015年3月31日 - 2021年3月23日・火曜 23:00 - 23:30） - 放送終了
  - 静岡放送（2020年9月30日 - 2021年3月17日・水曜18:00 - 18:30）（2021年4月4日 - 2021年9月26日・日曜25:00 - 25:30）(2021年10月3日 - 日曜18:30 - 19:00）
- 大友良英とみきこのココココ30分 （KOCOラジ 木曜21:00 - 21:30 2012年1月 -ココココ60分- 2013年4月よりココココ30分-2013年夏終了）
- すっぴん! アフター311大友良英のFUKUSHIMA便り (NHKラジオ第一 月1回 火曜8:34-8:50 2012年4月 - 2014年3月)
- すっぴん! Music Scrap (NHKラジオ第一  2014年4月 - 不定期)
- Dommune Fukushima! （不定期Ustream放送 2011年5月 - )
- 大友良英の音楽とコトバ (NHKラジオ第一 2014年2月 - 、不定期 祝日の午前中）
- 大友良英・ハイブリッド音楽館〜世界も音楽もひとつなんかじゃないぞー！〜（NHK-FM）
  - 第1回:2014年1月1日
  - 第2回:2014年8月17日
  - 第3回:2015年1月1日
  - 第4回:2015年8月23日
  - 第5回:2016年1月1日
- ジャズ・トゥナイト （NHK-FM 土曜 23:00-25:00） [26]
- Radio Art Zone 22時間ラジオ Otomo Yoshihide Chronological Archive (1975-2022) including many unreleased recordings (2022年8月7日 ルクセンブルRadioARA) https://radioart.zone/sunday-7-august

### ドキュメンタリー映画
- AA（2005年 青山真治監督作品）
- KIKOE （2009年 ドキュメンタリー映画 岩井主税監督）[7]
- 音の城♪音の海 - SOUND to MUSIC - （2009年 ドキュメンタリー映画 服部智行監督）
- WE DON'T CARE ABOUT MUSIC ANYWAY... （2009年 ドキュメンタリー映画 フランス映画）
- あたらしい日常（2011年10月NHK） 井上剛監督 - 仙台短篇映画祭主催オムニバス映画『明日』の一編として制作。長いバージョンがNHKでも放映された。
- プロジェクト FUKUSHIMA!（2012年 ドキュメンタリー映画 藤井光監督）
- 名付けようのない踊り(2022)

### テレビ番組
- 希望をフクシマの地から〜プロジェクト fukushima!の挑戦(2011年10月 NHK ETV)
- 課外授業 ようこそ先輩「僕の音 私の音 福島の音」福島第一小学校（2012年7月21日 NHK）
- 日曜美術館（2013年1月 NHK ETV）
- スコラ（2013年3月 NHK ETV）
- スタジオパークからこんにちは（2013年9月2日 NHK総合）
- 森田一義アワー 笑っていいとも!「テレフォンショッキング」のゲスト（2013年9月30日 フジテレビ）
- 秋の夜長の“あまちゃん”ライブ〜大友 良英と仲間たち大音楽会(2013年9月13日 NHK総合)
- あまちゃんライブ完全版〜大友良英と仲間たち大音楽会〜(2013年12月29日 NHK総合)
- ハートネットTV 即興が世界をつなぐ -大友良英と「音遊びの会」の仲間たち -即興が世界をつなぐ- (2013年10月28日 NHK Eテレ)
- ハートネットTV 即興が世界をつなぐ -大友良英と「音遊びの会」の仲間たち-同じ地平に立つということ-(2013年10月29日 NHK Eテレ)
- 即興が世界を変える「大友良英と“音遊びの会”の仲間たち」(2013年12月30日 NHK Eテレ) 10月放送とは異なる1時間番組
- 第64回NHK紅白歌合戦 オープニングテーマ、および「あまちゃんコーナー」での音楽（2013年12月31日 NHK総合 NHKラジオ第一）
- 題名のない音楽会（2014年4月13日 テレビ朝日）
- 福島で踊ろう〜音楽家・大友良英の帰郷（2014年9月　BS-TBS）
- ヨルタモリ（2014年10月18日 -2015年8月、フジテレビ）
- 第65回NHK紅白歌合戦 PRソング「歌おうマーチ」作曲（2014年12月、NHK総合、NHKラジオ第一）[27]
- ゴジてれ Chu !（2015年1月 - 、テーマ曲作曲 福島中央テレビ）
- BAZOOKA125「爆音BAZOOKA!!! はじめてのノイズ」非常階段とともにゲスト出演（2015年5月 BSスカパー）
- らららクラシック ―ひとつの“うた”に導かれて　武満徹特集―(2015年6月6日 NHK Eテレ)
- 日曜美術館（2015年9月6日 NHK Eテレ)
- 東北発☆未来塾アンサンブルのチカラ（2015年11月2,9,16,23日 NHK Eテレ)
- RUN！HOPE！RUN！〜N響×大友良英×いだてんコンサート〜(2019年3月31日BSプレミアム、5月5日NHK総合）
- 大友良英presents 武満徹の“うた” クラシック音楽館 (2021年8月16日 NHKテレビ）

### その他
- EATER 90' （K & B パブリッシャーズ）1993年のソロライブ映像DVDが本の付録としてついている
- Multipul Otomo/Otomo Yoshihide （2007年 DVD作品 Asphodel / USA）
- 大友良英/アンサンブルズ2010―共振 （2011年 ドキュメンタリーDVD 藤井光監督）
- サウンドクリエイターズ・ファイル（NHK-FM）2013年10月6日、10月13日放送
- すっぴん! テーマ曲作曲（NHKラジオ第一）2015年4月 - 2020年3月
- INNOVATION WORLD ERA（J-WAVE）2020年4月19日放送[28]